# Joan Baptista Plasència i Aznar
Joan Baptista Plasència i Aznar (València, 1863 - Ulldecona, Tarragona, 13 de setembre de 1897) fou un organista i compositor valencià, era fill del compositor Marià Plasència.
Pertanyia a la nissaga dels compositors de música religiosa (Plasència i Valls). Des de molt jove es distingí en el Conservatori de Música de València, del que n'havia estat deixeble avantatjosíssim. Poc temps després d'acabar els estudis acadèmica aconseguí per oposició la plaça d'organista de la parroquial de Sant Bartomeu, i al cap de poc i també per concurs, la del Col·legi del Corpus Christi, capella la qual gaudeix de justa anomenada.
Un lamentable incident (rebé un gran cop de pedra al cap, sense cap motiu) que li trastornà la seva raó, i la seva família decidí traslladar-lo al sanatori de Sant Boi de Llobregat, però al marxar, vers aquell punt, el dia 13 de setembre, sofrí un fort atac en l'estació de Sagunt, que tingué un fatal desenllaç tres hores després ja en el terme d'Ulldecona. Contava al morir només 36 anys.
Se li deuen les obres: Missa, coneguda amb el nom de les Campanades; Miserere, amb orquestra; dos Magnificats, Credidi, a 4 veus; salms de vespres, Miserere, a 4 veus, quintet de corda, piano i harmònium; Secuentia, diversos himnes i motets amb lletra llatina, diversos trisagis, goigs i lletretes i, en el gènere profà, entre d'altres, un Scherzo i el poema simfònic Rode la bola.